# Von Staudt-Clausenov izrek
Von Staudt-Clausenov izrek je v teoriji števil izrek o ulomljenem delu Bernoullijevih števil. Če k Bernoullijevemu številu Bn prištejemo 1/p za vsako takšno praštevilo p, da {\displaystyle p-1} deli n, dobimo celo število.
Izrek omogoča zapis imenovalcev neničelnih Bernoullijevih števil Bn kot produkt vseh takšnih praštevil p, da {\displaystyle p-1} deli n. Zaradi tega so imenovalci deljivi brez kvadrata in deljivi s 6.
Izrek sta neodvisno odkrila Karl von Staudt (1798–1867) in Thomas Clausen (1801–1885) leta 1840. Izrek je odkril tudi Ramanudžan.
Von Staudt-Clausenova formula je dana z:
{\displaystyle (-1)^{n}B_{2n}\equiv \sum _{p\in \mathbb {P}  \atop (p-1)|2n}{\frac {1}{p}}{\pmod {1}};\quad n>0\!\,,}
oziroma z:
{\displaystyle B_{2n}=A_{n}-\sum _{p\in \mathbb {P}  \atop (p-1)|2n}{\frac {1}{p}};\quad n>0\!\,,}
kjer je {\displaystyle A_{n}} celo število (OEIS A000146).
Za prvih nekaj neničelnih Bernoullijevih števil je vsota enaka:
{\displaystyle B_{2}=1-1/2-1/3=1/6\!\,,}
{\displaystyle B_{4}=1-1/2-1/3-1/5=-1/30\!\,,}
{\displaystyle B_{6}=1-1/2-1/3-1/7=1/42\!\,,}
{\displaystyle B_{8}=1-1/2-1/3-1/5=-1/30\!\,,}
{\displaystyle B_{10}=1-1/2-1/3-1/11=5/66\!\,,}
{\displaystyle B_{12}=1-1/2-1/3-1/5-1/7-1/13=-691/2730\!\,,}
{\displaystyle B_{14}=2-1/2-1/3=7/6\!\,,}
{\displaystyle B_{16}=-6-1/2-1/3-1/5-1/7-1/13=-3617/510\!\,,}
{\displaystyle B_{18}=56-1/2-1/3-1/5-1/11=43867/798\!\,,}
{\displaystyle B_{20}=-528-1/2-1/3-1/5-1/11=-174611/330\!\,.}
Praštevila, ki nastopajo v imenovalcih, tvorijo zaporedje (OEIS A080092):
2, 3, 2, 3, 5, 2, 3, 7, 2, 3, 5, 2, 3, 11, 2, 3, 5, 7, 13, 2, 3, 2, 3, 5, 17, 2, 3, 7, 19, 2, 3, 5, 11, 2, 3, 23, 2, 3, 5, 7, 13, 2, 3, ...